# Sphaeriestes stockmanni
Sphaeriestes stockmanni là một loài bọ cánh cứng trong họ Salpingidae. Loài này được Biström miêu tả khoa học năm 1977.